# Comuna Mihail Kogălniceanu, Ialomița
Mihail Kogălniceanu este o comună în județul Ialomița, Muntenia, România, formată din satele Hagieni și Mihail Kogălniceanu (reședința).

## Așezare
Comuna se află în estul județului, pe malul drept al Ialomiței. Este străbătută de șoseaua națională DN2A, care leagă Slobozia de Constanța, din care lângă satul de reședință se ramifică șoseaua județeană DJ212 care trece prin satul Mihail Kogălniceanu și leagă comuna spre nord de Gura Ialomiței, și mai departe în județul Brăila de Berteștii de Jos, Stăncuța, Gropeni și Chiscani (unde se termină în DN21).

## Demografie
Componența etnică a comunei Mihail Kogălniceanu
     Români (90,56%)
     Alte etnii (0,11%)
     Necunoscută (9,33%)
Componența confesională a comunei Mihail Kogălniceanu
     Ortodocși (89,51%)
     Alte religii (0,73%)
     Necunoscută (9,76%)
Conform recensământului efectuat în 2021, populația comunei Mihail Kogălniceanu se ridică la 2.755 de locuitori, în scădere față de recensământul anterior din 2011, când fuseseră înregistrați 3.000 de locuitori. Majoritatea locuitorilor sunt români (90,56%), iar pentru 9,33% nu se cunoaște apartenența etnică. Din punct de vedere confesional, majoritatea locuitorilor sunt ortodocși (89,51%), iar pentru 9,76% nu se cunoaște apartenența confesională.

## Politică și administrație
Comuna Mihail Kogălniceanu este administrată de un primar și un consiliu local compus din 13 consilieri. Primarul, Mihăiță Barbu[*], de la Partidul Social Democrat, este în funcție din octombrie 2020. Începând cu alegerile locale din 2024, consiliul local are următoarea componență pe partide politice:
|  | Partid                    | Consilieri | Componența Consiliului | Componența Consiliului | Componența Consiliului | Componența Consiliului | Componența Consiliului | Componența Consiliului |
|  | ------------------------- | ---------- | ---------------------- | ---------------------- | ---------------------- | ---------------------- | ---------------------- | ---------------------- |
|  | Partidul Social Democrat  | 6          |                        |                        |                        |                        |                        |                        |
|  | Partidul Volt Romania     | 4          |                        |                        |                        |                        |                        |                        |
|  | Forța Dreptei             | 1          |                        |                        |                        |                        |                        |                        |
|  | Partidul Național Liberal | 1          |                        |                        |                        |                        |                        |                        |
|  | Partidul Puterii Umaniste | 1          |                        |                        |                        |                        |                        |                        |

## Istorie
La sfârșitul secolului al XIX-lea, comuna nu exista, teritoriul ei fiind inclus în comuna Țăndărei. Pe teritoriul actual al comunei exista la acea vreme satul Cotul Iepure. Anuarul Socec din 1925 consemnează apariția satului Mihail Kogălniceanu în aceeași comună. Comuna a fost înființată în 1931, când satul Mihail Kogălniceanu s-a separat de comuna Țăndărei.
În 1950, comuna a trecut în administrația raionului Fetești din regiunea Ialomița, apoi (după 1952) din regiunea Constanța și (după 1956) din regiunea București. În 1968, a revenit la județul Ialomița, reînființat, și i s-au arondat și satele comunelor Gura Ialomiței și Hagieni, care au fost desființate. Comuna Gura Ialomiței
s-a reînființat în 2005, iar de atunci comuna Mihail Kogălniceanu are alcătuirea actuală.

## Monumente istorice
Singurul obiectiv din comuna Mihail Kogălniceanu inclus în lista monumentelor istorice din județul Ialomița ca monument istoric de interes local este situl arheologic de la Hagieni, care cuprinde o așezare medievală timpurie din secolele al IX-lea–al XI-lea, și una mai recentă, din secolele al XVII-lea–al XVIII-lea.